# Валь, Густав
Густав Валь (нем. Gustav Wahl; 25 июля 1877, Берлин — 10 апреля 1947, Гамбург) — немецкий библиотекарь; директор Немецкой библиотеки в Лейпциге, а также — Государственной и университетской библиотекой в Гамбурге; член НСДАП (с 1938).

## Биография
После окончания французской гимназии в Берлине Густав Валь три семестра изучал право, а затем — германскую и романскую филологию и философию во Фрайбурге, в Берлине и в Гейдельберге. Во время учебы, в зимнем семестре 1896/1897 года, он стал членом братства «Burschenschaft Allemannia Berlin». В 1901 году Валь получил степень кандидата наук в Гейдельбергском университете, защитив диссертацию по теме «Иоганн Кристоф Рост: вклад в историю немецкой литературы XVIII веке». В тот период он также работал помощником Рихарда Шредера, выпускавшего «Deutsches Rechtswörterbuch» (DRW). 1 апреля 1902 года Густав Валь начал свою карьеру в библиотеке Гейдельбергского университета, в качестве волонтера; 1 августа 1904 года он стал научным сотрудником данной библиотеки. В 1905 году он участвовал в переезде библиотеки в новое здание.
В 1907 году Валь стал преемником библиотекаря, профессора Мёбиуса в качестве члена правления университетской библиотеки (Universitätsbibliothek Johann Christian Senckenberg) во Франкфурте-на-Майне. На данном посту он реорганизовал библиотеку, сделав ее доступной для широкой публики.
31 января 1913 года союз «Börsenverein der Deutschen Buchhändler zu Leipzig» назначил выборы на пост первого директора недавно созданной организации «Deutsche Bücherei». Валь выиграл выборы и 15 мая вступил в должность. На данном посту он участвовал в строительстве здания новой библиотеки и выборе для нее сотрудников (четырех библиотекарей и шестидесяти других сотрудников). Разногласия с Карлом Зигисмундом (нем. Karl Hermann Siegismund; 1861—1932), председателем исполнительного комитета «Deutsche Bücherei» и главой «Börsenverein der Deutschen Buchhändler», привели к тому, что в начале 1914 года Валь, вместе с остальными библиотекарями, подал в отставку. Кампания в прессе заставила Зигисмунда сделать публичное заявление, в результате которого сотрудники продолжили свою работу.
23 октября 1916 году Валь стал библиотекарем Германского Верховного суда в Лейпциге. 1 января 1918 года Валь, непригодный к военной службе, был избран директором Гамбургской городской библиотеки и удостоен звания профессора — он стал преемником Роберта Мюнцеля, умершего 11 июля 1917 года. Валь возглавлял Гамбургскую городскую библиотеку до своего выхода на пенсию 1 января 1943 года (по болезни). В этот период он смог удвоить штатное расписание и бюджет организации. В свой 66-й день рождения, в 1943 году, Валь стал свидетелем разрушения гамбургской библиотеки в результате британского воздушного налета (см. Бомбардировка Гамбурга).
В рамках своей научной деятельности Валь издал сборник по немецкой литературе, напечатанной за пределами Германии, и о произведениях, написанные немецкими экспатриантами. С 1921 по 1944 год он также читал лекции в Гамбургском университете по истории культуры немецких экспатриантов.
В период между 1933 и 1943 годом библиотека под руководством Валя организовала 29 выставок, активно участвуя в нацистской культурной пропаганде. 11 ноября 1933 года Густав Валь был среди более 900 ученых и преподавателей немецких университетов и вузов, подписавших «Заявление профессоров о поддержке Адольфа Гитлера и национал-социалистического государства»; 6 июля 1938 года он стал членом НСДАП.

## Работы
- Die Deutsche Bücherei zu Leipzig // Der Bibliothekar [Leipzig, 1909—1917] (Bd. 8, 1916: 957—958).
- Der Umzug der Heidelberger Universitätsbibliothek im Herbst 1905 // Zentralblatt für Bibliothekswesen Bd. 22, 1905: 582—585.

## Семья
Густав Валь был женат на Анне Растер (нем. Anna Raster); в семье было трое детей.